# Impasse Joseph-Peignon
L'impasse Joseph-Peignon est une voie de Nantes, en France.

## Situation et accès
Située dans le centre-ville de Nantes, l'impasse Joseph-Peignon, qui débouche sur la rue Paul-Dubois à l'allée Jean-Bart (cours des 50-Otages), fait partie de la zone piétonnière du Bouffay. Elle ne rencontre aucune autre voie.

## Origine du nom
Elle porte le nom de Joseph Peignon (né en 1888 et mort le 21 mars 1979), fils de maraichers de Doulon, employé à la Manufacture des tabacs qui s'illustra durant 55 ans comme comédien et humoriste amateur dans la revue nantaise de « La Cloche » et qui sera roi du Carnaval en 1947,.

## Historique
La voie a été appelée « impasse Dubois » avant de prendre le nom d'« impasse Joseph-Peignon ».

## Bâtiments remarquables et lieux de mémoire
Le côté nord de l'impasse est bordé par l'hostellerie du couvent des Jacobins